# جاكلين بارتون
جاكلين بارتون (بالإنجليزية: Jacqueline Kapelman Barton)‏ هي كيميائية وبروفيسورة أمريكية، ولدت في 7 مايو 1952 في نيويورك في الولايات المتحدة.

## وصلات خارجية
- جاكلين بارتون على موقع إن إن دي بي (الإنجليزية)